# LADE-Flug 5025
LADE-Flug 5025 (Flugnummer: LD5025) war ein außerplanmäßiger Frachtflug der zu der Luftwaffe Argentiniens gehörenden Fluggesellschaft Líneas Aéreas del Estado (LADE). Der Flug führte am 23. Oktober 1996 vom Flughafen Santiago de Chile zum Flughafen Buenos Aires-Ezeiza. Bei der Landung kam es durch einen Pilotenfehler zum Unfall einer Frachtmaschine des Typs Boeing 707-372C, dabei kamen zwei Menschen ums Leben.

## Flugzeug
Das auf dem Flug eingesetzte Flugzeug war eine Boeing 707-372C. Es handelte sich um die 728. je gebaute Boeing 707 mit der Werksnummer 20077. Die Maschine war am 11. Juli 1968 an ihren Erstbesitzer Airlift International ausgeliefert worden und ging am 1. März 1971 an die Aerolíneas Argentinas. Die Fluggesellschaft verleaste die Maschine seitdem abwechselnd an Líneas Aéreas Del Estado und die Argentinische Luftwaffe. Die Maschine trug das Luftfahrzeugkennzeichen LV-LGP. Das vierstrahlige Langstrecken-Schmalrumpfflugzeug war mit vier Triebwerken des Typs Pratt & Whitney JT3D-3B ausgestattet.

## Flugverlauf
Die Maschine führte einen Frachtflug von Santiago de Chile nach Buenos Aires durch. Die Fracht bestand aus 30 Tonnen Fisch, der in Buenos Aires in eine Boeing 747 mit Flugziel Madrid verladen werden sollte. Die Maschine hob um 11:50 Uhr Ortszeit in Santiago de Chile ab. Während des Fluges gab der Kapitän dem Ersten Offizier die Anweisung, auf dem linken Pilotensitz Platz zu nehmen und die Maschine zu steuern und zu landen.

## Unfallhergang
Der Sinkflug wurde eingeleitet, ohne dass hierfür vorher die entsprechende Checkliste konsultiert wurde. Aufgrund von Rückenwind flog die Maschine an jedem Messpunkt oberhalb der vorhergesehenen Höhe. Es folgte ein schneller und steiler Sinkflug. Nahe dem Voreinflugzeichen in einer Entfernung von 13 Kilometern zur Landebahn 11 hätte die Maschine bereits in Landekonfiguration sein müssen. Die Besatzung stellte die Landeklappen zügig auf 14, 25 und 40 Grad ein. Kurz darauf wurde die Einstellung auf 50 Grad geändert. Die Flugzeugnase neigte sich nach unten und die Maschine ging aus ihrer Flughöhe von etwa 900 bis 1000 Metern in einen steilen Sinkflug über, aus dem sie sich nicht mehr abfangen ließ. Das Flugzeug schlug 750 Meter vor der Landebahn des Flughafens Buenos Aires-Ezeiza hart auf dem Boden auf, brach auseinander und geriet in Brand. Zwei der acht Besatzungsmitglieder kamen ums Leben.

## Ursachen
Als Hauptursache für den Unfall wurde eine falsche Einstellung der Luftbremse zu einem Zeitpunkt, als die Landeklappen für den Endanflug voll ausgefahren waren, festgestellt. Zu dem Unfall beigetragen habe nach Ansicht der Ermittler zudem die fehlerhafte Planung des Anflugs. Der Besatzung wurde ferner vorgeworfen, nicht auf die Erfahrung aus einem ähnlichen Vorfall aus der Vergangenheit zurückgegriffen zu haben. Darüber hinaus soll das Crew Resource Management unzureichend gewesen sein.